# Démocratie (couraçado)
O Démocratie foi um couraçado pré-dreadnought operado pela Marinha Nacional Francesa e a quarta e última embarcação da Classe Liberté, depois do Liberté, Justice e Vérité. Sua construção começou em maio de 1903 no Arsenal de Brest e foi lançado ao mar em abril do ano seguinte, sendo comissionado na frota francesa em janeiro de 1908. Era armado com uma bateria principal de quatro canhões de 305 milímetros em duas torres de artilharia duplas, tinha um deslocamento carregado de quase quinze mil toneladas e alcançava uma velocidade máxima de dezoito nós.
O Démocratie serviu na Esquadra do Mediterrâneo com seus irmãos. Suas principais atividades consistiram em exercícios de rotinas, manobras junto com a frota, visitas e portos estrangeiros e revistas navais e homenagem a dignitários estrangeiros. Com o início da Primeira Guerra Mundial em 1914, o navio escoltou comboios de tropas do Norte da África e então foi enviado para o Mar Adriático a fim de conter a Marinha Austro-Húngara, participando da Batalha de Antivari em agosto. Ele pouco fez depois disso e ficou até meados de 1915 apenas em patrulhas sem incidentes.
O couraçado foi transferido para Grécia em 1916 a fim de pressionar os gregos a entrarem na guerra pelo lado dos Aliados, ficando estacionado em Salonica até o final da guerra, pouco fazendo nesse período. Ele foi para o Mar Negro ao final do conflito supervisionar a rendição de forças alemãs no local, em seguida envolvendo-se na intervenção dos Aliados na Guerra Civil Russa. O Démocratie transportou uma delegação otomana para a França em 1919 para a assinatura do Tratado de Sèvres, sendo descomissionado em maio de 1921 e desmontado pouco depois.

## Projeto
Os couraçados da classe Liberté foram originalmente planejados para fazer parte da classe République, que totalizaria seis navios. Após o início dos trabalhos nos dois primeiros navios, os britânicos iniciaram a construção dos King Edward VII. Esses navios carregavam uma bateria secundária de 230 milímetros, o que levou o Estado-Maior Naval francês a solicitar que os últimos quatro République fossem redesenhados para incluir uma bateria secundária mais pesada em resposta. Ironicamente, o projetista, Louis-Émile Bertin, propôs tal armamento para a classe République, mas o Estado-Maior o rejeitou uma vez que os canhões maiores tinham uma cadência de tiro menor do que os de 164 milímetros que foram selecionados para o projeto do République. Como os navios eram bastante semelhantes, exceto no armamento, os Liberté são às vezes considerados uma subclasse da République.
O Démocratie tinha um comprimento total de 135,25 metros, uma boca de 24,25 metros e um calado médio de 8,2 metros. Ele deslocava 14 900 toneladas em plena carga e foi equipado com uma proa de rostro. O encouraçado era movido por três motores a vapor verticais de expansão tripla de quatro cilindros, cada um acionando um eixo de hélice usando vapor fornecido por vinte e duas caldeiras Belleville. Os motores foram avaliados em 12 900 kilowatts e tinham como objetivo dar ao navio uma velocidade de dezoito nós. Embora os dados dos testes no mar de Démocratie não tenham sobrevivido, cada um de seus navios irmãos excedeu a velocidade de dezenove nós (35 quilômetros por hora). O armazenamento de carvão totalizava 1 800 toneladas, que proporcionava um alcance máximo de dezesseis mil quilômetros  a uma velocidade de cruzeiro de dez nós (dezenove quilômetros por hora). Ele tinha uma tripulação de 32 oficiais e 710 homens alistados.
A bateria principal do Démocratie consistia em quatro canhões Modèle 1893/96 de 305 milímetros montados em duas torres de canhão duplas, uma à frente e outra à ré da superestrutura. Seu armamento secundário consistia em dez canhões Modèle 1902 de 194 milímetros; seis foram montados em torres únicas e quatro em casamatas no casco. As torres individuais foram dispostas em pares, uma colocada lado a lado com os funis de proa, outras duas ao meio do navio e o terceiro par lado a lado com o funil traseiro. Ele também carregava treze canhões Modèle 1902 de 65 milímetros e dez canhões Modèle 1902 de 47 milímetros para defesa contra torpedeiros. O navio estava armado com dois tubos de torpedo de 450 milímetros, que ficavam submersos no casco na lateral.
O cinto de blindagem da linha d'água da classe Liberté era tinha 280 milímetros de espessura no meio do navio e reduzido para 180 milímetros nas extremidades dos navios. Estava conectado aos dois conveses blindados; o andar superior era de 54 milímetros de espessura enquanto o convés inferior tinha 52 milímetros, com setenta milímetros nos lados inclinados. Os canhões da bateria principal eram protegidos por até 360 milímetros de blindagem nas frentes das torres, enquanto as torres secundárias tinham 156 milímetros de armadura nos rostos. As casamatas foram protegidas com 174 milímetros de chapa de aço. A torre de comando tinha 266 milímetros nos lados.

### Modificações
Ao longo de 1912 a 1914, a Marinha tentou modificar o Démocratie e seu irmão Vérité para permitir uma melhor mobilidade das torres de 305 milímetros. Testes para determinar se as torres da bateria principal poderiam ser modificadas para aumentar a elevação dos canhões (e, portanto, seu alcance) provaram ser impossíveis, mas a Marinha determinou que os tanques de ambos os lados do navio poderiam ser inundados para induzir uma inclinação de 2 graus. Isso aumentou o alcance máximo dos canhões de 12 500 para 13 500 metros. Novos motores foram instalados nas torres secundárias em 1915-1916 para melhorar suas taxas de treinamento e elevação. Também em 1915, os canhões de 47 milímetros localizados em ambos os lados da ponte foram removidos e os dois na superestrutura traseira foram movidos para o teto da torre traseira. Em 8 de dezembro de 1915, o comando naval emitiu ordens para que a bateria leve fosse revisada para oito canhões de 47 milímetros e dez de 65 milímetros. A bateria leve foi revisada novamente em 1916, com quatro canhões de 47 milímetros sendo convertidos com montagens antiaéreas de alto ângulo. Eles foram colocados no topo da torre da bateria principal traseira e nos tetos das torres secundárias número 7 e 8. Em 1912-1913, o navio recebeu dois Telêmetros Barr & Stroud de 2 metros.

## Histórico de serviço

### Construção – 1911

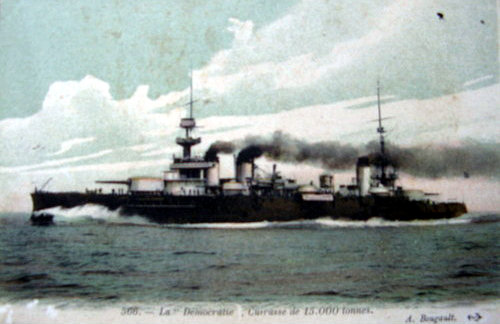
Foto colorida de Démocratie

O Démocratie foi batido no estaleiro Arsenal de Brest em 1 de maio de 1903, lançado em 30 de abril de 1904 e concluído em 9 de janeiro de 1908, mais de um ano após o HMS Dreadnought entrar em serviço, o que tornou os pré-dreadnoughts como o Démocratie obsoletos antes mesmo de serem concluídos. Após sua conclusão, ele deixou Brest em 20 de janeiro e navegou para o sul até Toulon, onde se juntou à 1ª Divisão do 1º Esquadrão de Batalha em 10 de março, que incluía os couraçados Patrie e République. Em junho e julho, os esquadrões Mediterrâneo e Norte realizaram suas manobras anuais, desta vez perto de Bizerta. Em outubro, os navios da 1ª Divisão partiram para Barcelona, Espanha, mas o Démocratie não se juntou aos seus companheiros de divisão, pois o governo francês temia que seu nome fosse visto como uma provocação ao rei espanhol Alfonso XIII.
No início de 1909, a frota foi para Villefranche-sur-Mer, onde os navios foram inspecionados por Alberto I, Príncipe de Mônaco, durante sua visita ao porto de 18 a 24 de fevereiro. Após sua partida, o Esquadrão Mediterrâneo conduziu exercícios de treinamento na Córsega, seguidos de uma revisão naval em Villefranche para o presidente Armand Fallières em 26 de abril. O Démocratie, Patrie, Liberté e o cruzador blindado Ernest Renan navegaram no Atlântico para exercícios de treinamento em 2 de junho; enquanto estavam no mar dez dias depois, eles se encontraram com République, Justice e o cruzador protegido Galileé em Cádiz, Espanha. O treinamento incluía servir como alvos para os submarinos da frota no estreito de Pertuis d'Antioche. Os navios então navegaram para o norte até La Pallice, onde realizaram testes com seus aparelhos de telegrafia sem fio e treinamento de tiro na Baía de Quiberon. De 8 a 15 de julho, os navios atracaram em Brest e, no dia seguinte, partiram para Le Havre. Lá, eles se encontraram com o Esquadrão Norte para outra revisão da frota para Fallières em 17 de julho. Dez dias depois, a frota combinada navegou para Cherbourg, onde realizou outra revisão da frota, desta vez durante a visita do Czar Nicolau II da Rússia. O Démocratie, République e Patrie partiram para Toulon em 17 de agosto e chegaram em 6 de setembro.

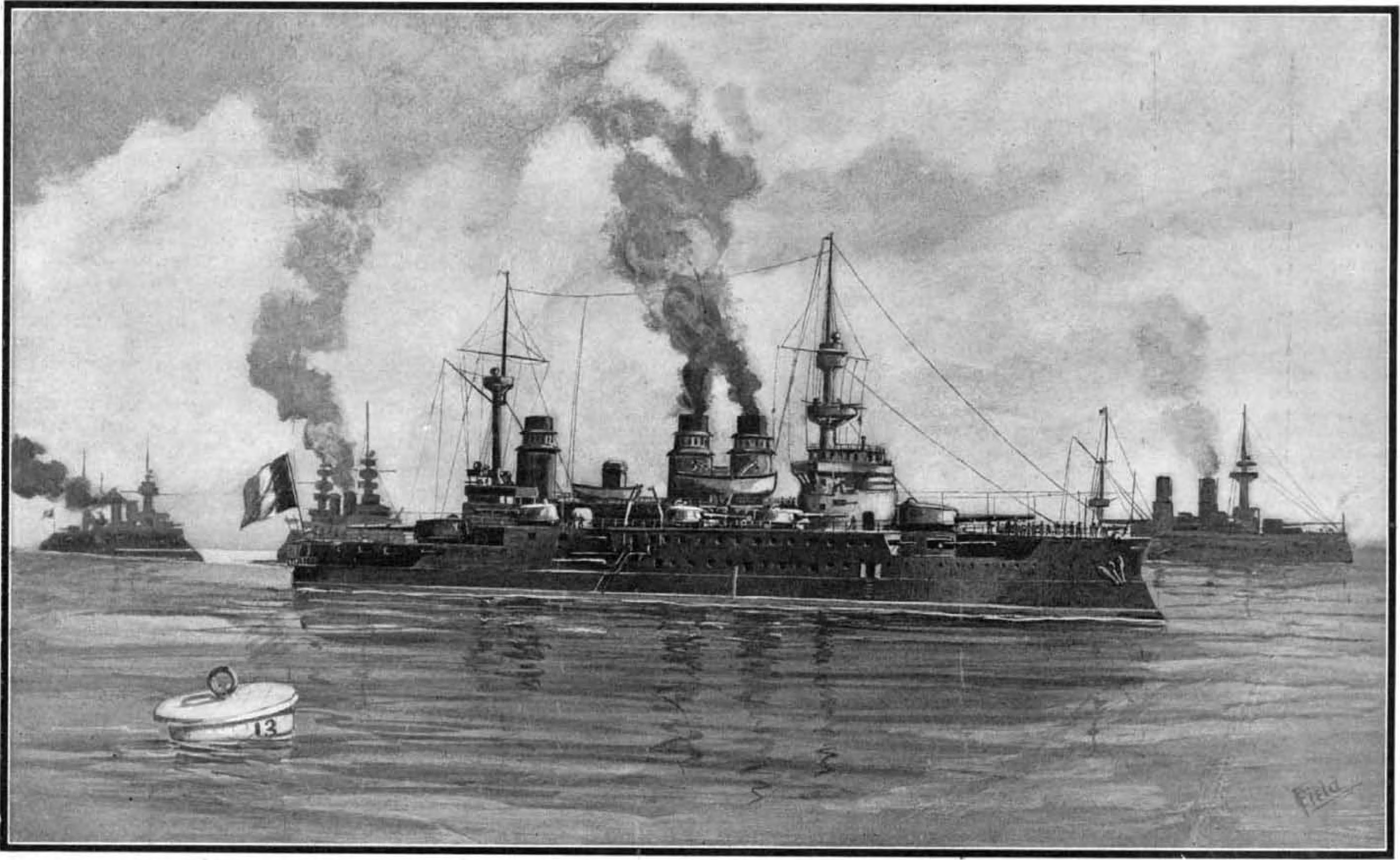
Ilustração de Démocratie

O Démocratie juntou-se a Patrie, Justice, Vérité, République e Suffren para um ataque simulado ao porto de Nice em 18 de fevereiro. Os navios do 1º Esquadrão realizaram exercícios de treinamento na Sardenha e na Argélia de 21 de maio a 4 de junho, seguidos de manobras combinadas com o 2º Esquadrão de 7 a 18 de junho. Um surto de febre tifoide entre as tripulações dos navios de guerra no início de dezembro forçou a Marinha a confiná-los em Golfe-Juan para conter a febre. Em 15 de dezembro, o surto havia diminuído. Em 16 de abril de 1911, o Démocratie e o resto da frota escoltaram o Vérité, que tinha a bordo do Fallières, o Ministro da Marinha Théophile Delcassé e Charles Dumont, o Ministro de Obras Públicas, Correios e Telégrafos, até Bizerta. Eles chegaram dois dias depois e realizaram uma revisão da frota que incluía dois couraçados britânicos, dois couraçados italianos e um cruzador espanhol em 19 de abril. A frota retornou a Toulon em 29 de abril, onde Fallières dobrou as rações das tripulações e suspendeu quaisquer punições para agradecer aos homens por seu desempenho. O Démocratie e o resto do 1º Esquadrão e os cruzadores blindados Ernest Renan e Léon Gambetta fizeram um cruzeiro no Mediterrâneo ocidental em maio e junho, visitando vários portos, incluindo Cagliari, Bizerta, Bône, Philippeville, Argel e Bougie.
Em 1º de agosto, os couraçados da classe Danton começaram a entrar em serviço e foram designados para o 1º Esquadrão, deslocando seis navios das classes Liberté e o République para o 2º Esquadrão. A frota realizou outra revisão de frota fora de Toulon em 4 de setembro. O almirante Jauréguiberry levou a frota ao mar em 11 de setembro para manobras e visitas a Golfe-Juan e Marselha, retornando ao porto cinco dias depois. Em 25 de setembro, o Liberté explodiu em Toulon, outro couraçado francês reivindicado pelo instável propulsor Poudre B. Vários navios no porto foram danificados, e o Démocratie perdeu três homens que foram mortos por destroços. Apesar do acidente, a frota continuou com sua rotina normal de exercícios de treinamento e cruzeiros pelo resto do ano. Isso incluiu cruzeiros para Les Salins, Le Lavandou e Porquerolles até o programa de treinamento terminar em 15 de dezembro.

### 1912–1914

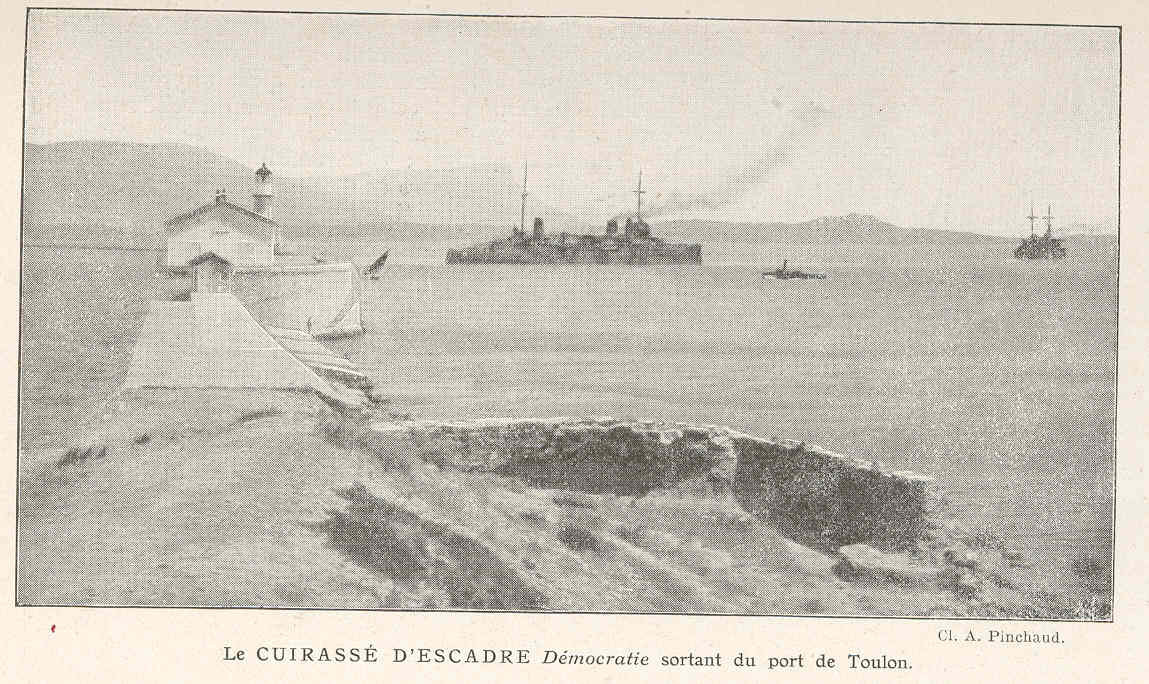
Démocratie saindo de Toulon, c. 1913

Delcassé visitou o Démocratie em abril de 1912, depois do qual foi para o mar com seus outros quatro navios do 2º Esquadrão para exercícios de treinamento. O almirante Augustin Boué de Lapeyrère inspecionou os dois esquadrões de encouraçados em Golfe-Juan de 2 a 12 de julho, após o que os navios navegaram primeiro para a Córsega e depois para a Argélia. O navio teve pouca atividade durante o resto do ano e, em 2 de outubro, juntou-se ao Patrie, République e Suffren em Bizerte. Os navios partiram para Golfe-Juan em 18 de outubro. Eles então participaram de exercícios de treinamento em Le Lavandou no início de janeiro de 1914. A frota francesa, que até então incluía dezesseis navios de guerra, realizou manobras em larga escala entre Toulon e Sardenha a partir de 19 de maio. Os exercícios concluíram com uma revisão da frota para o presidente Raymond Poincaré. Os treinos de artilharia ocorreram de 1 a 4 de julho. O 2º Esquadrão partiu de Toulon em 23 de agosto com os cruzadores blindados Jules Ferry e Edgar Quinet e duas flotilhas de contratorpedeiros para conduzir exercícios de treinamento no Atlântico. A caminho de Brest, os navios pararam em Tânger, Royan, Le Verdon, La Pallice, Baía de Quiberon e Cherbourg. Eles chegaram a Brest em 20 de setembro, onde encontraram um esquadrão russo de quatro navios de guerra e cinco cruzadores. Os couraçados então navegaram de volta para o sul, parando em Cádiz, Tânger, Mers El Kébir, Argel e Bizerta antes de finalmente chegarem de volta a Toulon em 1º de novembro. Em 3 de dezembro, o Démocratie, Justice, Vérité e République conduziram treinamento de torpedos e exercícios de telêmetro.
Os navios do 2º Esquadrão realizaram treinamento de torpedos em 19 de janeiro de 1914 e, no final daquele mês, navegaram para Bizerta, retornando a Toulon em 6 de fevereiro. Em 4 de março, o République, Démocratie, Vérité e Justice juntaram-se aos couraçados do 1º Esquadrão e ao 2º Esquadrão Ligeiro para uma visita a Porto-Vecchio, na Sardenha. Em 30 de março, os navios do 2º Esquadrão partiram para Malta para visitar a Frota Britânica do Mediterrâneo, permanecendo lá até 3 de abril. Durante um exercício de frota em 28 de maio de 1914, o Démocratie colidiu com o encouraçado Suffren quando este perdeu potência. O Suffren sofreu apenas danos leves, com sua âncora de bombordo sendo arrancada, embora o Démocratie tenha sofrido poucos danos e tenha conseguido continuar com o resto da frota. O esquadrão visitou vários portos em junho, mas após o assassinato do arquiduque Francisco Ferdinando e a subsequente crise de julho, a frota permaneceu perto do porto, fazendo apenas curtas missões de treinamento à medida que as tensões internacionais aumentavam.

### Primeira Guerra Mundial

#### 1914–1915

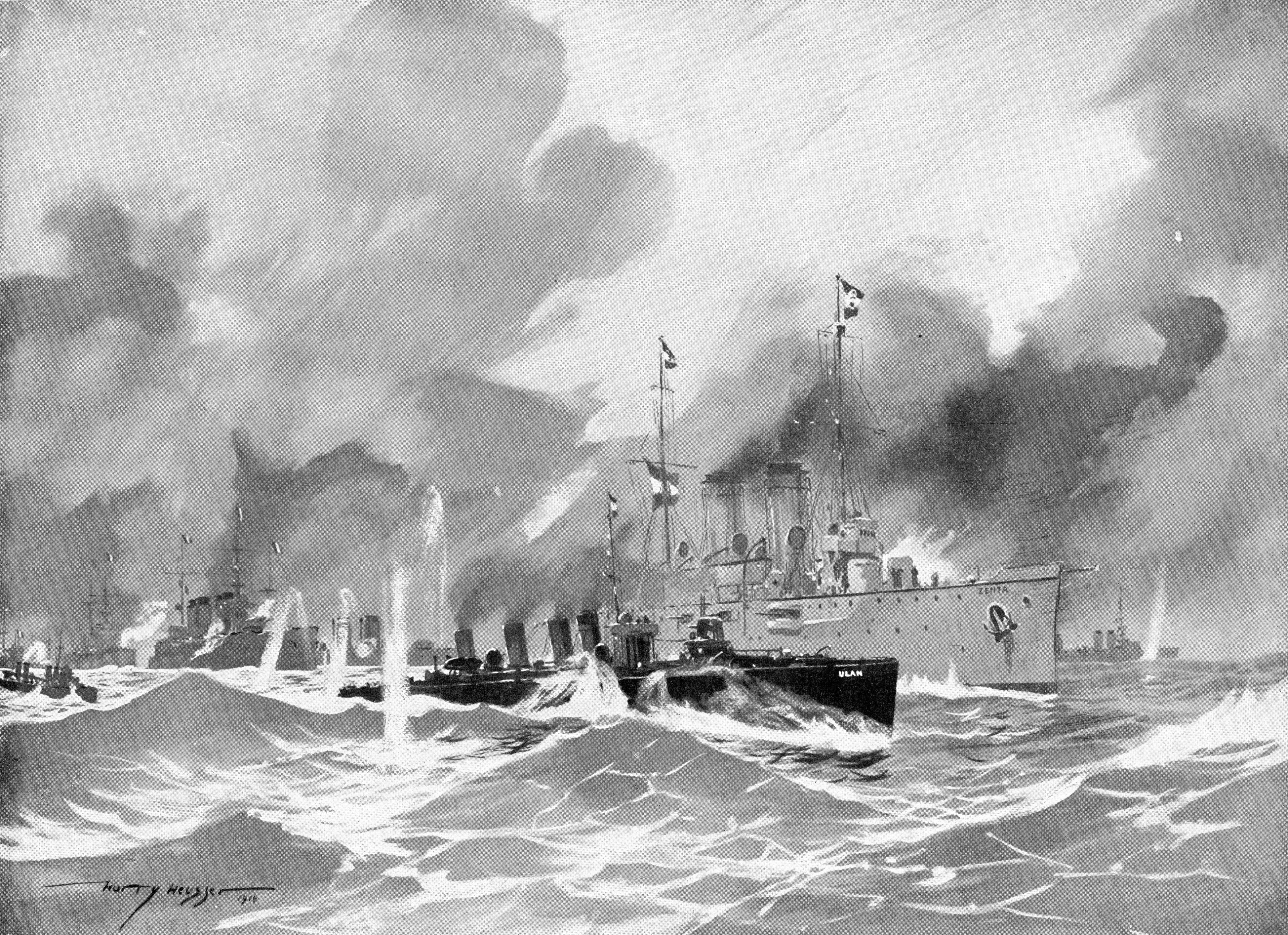
O e Ulan sob fogo da frota francesa na Batalha de Antivari

Após a eclosão da Primeira Guerra Mundial em julho de 1914, a França anunciou mobilização geral em 1º de agosto. No dia seguinte, Boué de Lapeyrère ordenou que toda a frota francesa começasse a ganhar velocidade às 22h15 para que os navios pudessem partir cedo no dia seguinte. Diante da perspectiva de que a Divisão Mediterrânea Alemã — centrada no cruzador de batalha SMS Goeben — pudesse atacar os navios de transporte de tropas que transportavam o Exército Francês do Norte da África para a França metropolitana, a frota francesa foi encarregada de fornecer escolta pesada aos comboios. Assim, o Démocratie e o restante do 2º Esquadrão foram enviados para Argel, onde se juntaram a um grupo de sete navios de passageiros que tinham um contingente de 7.000 soldados do XIX Corpo a bordo. No mar, os novos encouraçados Courbet e Jean Bart e os encouraçados da classe Danton Condorcet e Vergniaud, que assumiram a escolta do comboio. Em vez de atacar os comboios, Goeben bombardeou Bône e Philippeville e depois fugiu para o leste, para o Império Otomano.
Em 12 de agosto, a França e a Grã-Bretanha declararam guerra ao Império Austro-Húngaro enquanto o conflito continuava a se alastrar. Os 1º e 2º Esquadrões foram então enviados para o sul do Mar Adriático para conter a Marinha Austro-Húngara. Em 15 de agosto, os dois esquadrões chegaram ao Estreito de Otranto, onde encontraram os cruzadores britânicos HMS Defence e HMS Weymouth patrulhando ao norte de Othonoi. Boué de Lapeyrère então levou a frota para o Adriático numa tentativa de forçar uma batalha com a frota austro-húngara; na manhã seguinte, os cruzadores britânicos e franceses avistaram navios à distância que, ao se aproximarem deles, revelaram ser o cruzador protegido SMS Zenta e o torpedeiro Ulan, que tentavam bloquear a costa de Montenegro. Na Batalha de Antivari, Boué de Lapeyrère inicialmente ordenou que seus couraçados disparassem tiros de advertência, mas isso causou confusão entre os artilheiros da frota, o que permitiu que Ulan escapasse. O Zenta, por ser mais lento, tentou desviar, mas rapidamente recebeu vários tiros que desativaram seus motores e o incendiaram. Ele afundou logo depois e a frota anglo-francesa retirou-se.
A frota francesa patrulhou o extremo sul do Adriático pelos três dias seguintes, na expectativa de que os austro-húngaros contra-atacassem, mas seu oponente nunca chegou. Em 17 de agosto, o Justice e o Démocratie colidiram em meio a uma forte neblina às 09h20; o último navio perdeu o leme e o hélice central. O République o rebocou às 12h40, navegando primeiro para Corfu e depois para Malta. Eles chegaram lá em 20 de agosto, onde os reparos foram concluídos, embora ele tenha retornado à frota sem seu hélice central. Em 18 e 19 de setembro, a frota fez outra incursão no Adriático, navegando para o norte até a ilha de Lissa; no retorno ao sul, vários cruzadores franceses inadvertidamente chegaram ao alcance dos canhões em Cattaro, então Démocratie e Patrie abriram fogo contra os canhões para suprimi-los enquanto os cruzadores se retiravam. Em 25 de setembro, o navio foi destacado para Toulon, onde seu hélice central foi substituído.
A frota continuou essas operações em outubro e novembro, incluindo uma varredura na costa de Montenegro para cobrir um grupo de navios mercantes que reabasteciam carvão ali. Durante esse período, os couraçados passavam por Malta ou Toulon para manutenção periódica; Corfu se tornou a principal base naval da área. As patrulhas continuaram até o final de dezembro, quando um submarino austro-húngaro torpedeou o Jean Bart, levando o comando naval francês a decidir retirar a principal frota de batalha das operações diretas no Adriático. Durante o resto do mês, a frota permaneceu na Baía de Navarino. A frota de batalha ocupou-se depois com patrulhas entre Kythira e Creta; estas varreduras continuaram até 7 de maio. Após a entrada italiana na guerra ao lado da França, a frota francesa entregou o controle das operações do Adriático à Regia Marina italiana (Marinha Real) e retirou sua frota para Malta e Bizerta, esta última se tornando a principal base da frota.

#### 1916–1918
O Démocratie e o Justice foram destacados da frota principal em janeiro de 1916 para reforçar a Divisão Dardanelos, embora os Aliados tenham evacuado suas forças que lutavam lá naquele mês. O Démocratie partiu em 11 de abril para reparos em Toulon e colidiu com o navio russo SS Odessa perto do Cabo Maleas, embora não tenha sofrido danos significativos. Em junho, a frota de batalha francesa foi reorganizada; o Démocratie, seus dois navios irmãos, os dois navios da classe République e o Suffren foram designados para o 3º Esquadrão. Os navios tinham a tarefa de pressionar o governo grego, que até então havia permanecido neutro, já que a esposa do rei Constantino I, Sofia, era irmã do kaiser alemão Guilherme II. Os franceses e britânicos estavam cada vez mais frustrados com a recusa de Constantino em entrar na guerra e enviaram o 3º Esquadrão para tentar influenciar os acontecimentos no país. Ao longo de junho e julho, os navios alternaram entre Salônica e Mudros, e o esquadrão foi transferido para Corfu em 12 de agosto, onde se juntou ao restante da frota francesa. No início do dia 27 de agosto, o 3º Esquadrão navegou para Milos e, em 1º de setembro, foi para o mar novamente, rumo a Keratsini. De lá, Démocratie, Patrie e Suffren navegaram até o ancoradouro perto de Eleusis, nos arredores de Atenas, em 7 de outubro. Os navios participariam de um ataque à frota grega, com o Démocratie atacando o encouraçado Kilkis. Mas o plano foi arquivado e os franceses acabaram por apreender os navios gregos em 19 de Outubro.
Enquanto isso, em agosto, um grupo pró-Aliados lançou um golpe contra a monarquia na Noemvriana, que os Aliados buscavam apoiar. Vários navios franceses enviaram homens a Atenas em 1º de dezembro para apoiar o golpe, mas foram rapidamente derrotados pelo exército grego monarquista. Em resposta, a frota britânica e francesa impôs um bloqueio nas partes do país controladas pelos monarquistas. Em junho de 1917, Constantino foi forçado a abdicar e o 3º Esquadrão foi dissolvido. O Démocratie retornou ao 2º Esquadrão em 1º de julho, que incluía os outros navios da classe Liberté e três encouraçados da classe Danton. Eles permaneceram em Corfu, em grande parte imobilizados devido à escassez de carvão, impedindo o treinamento até o final de setembro de 1918. No final de outubro, membros das Potências Centrais começaram a assinar armistícios com os britânicos e franceses, sinalizando o fim da guerra. Os navios do 2º Esquadrão foram enviados a Constantinopla para supervisionar a rendição das forças otomanas, e o Démocratie e o Justice seguiram para o Mar Negro, onde supervisionaram a transferência de couraçados russos que haviam sido apreendidos pelos alemães de volta aos donos originais.

### Carreira pós-guerra
Pouco depois do fim da guerra, o Démocratie, o Justice e um contratorpedeiro juntaram-se à frota aliada (incluindo os encouraçados britânicos HMS Superb e Temeraire e o pré-dreadnought italiano Roma) que foi enviado para o porto de Sebastopol, no Mar Negro. Eles supervisionaram a execução dos termos do Armistício com a Alemanha; os alemães já haviam apreendido unidades navais russas e estacionado forças de ocupação lá sob os termos do Tratado de Brest-Litovsk. O contingente francês forneceu tripulações para dois contratorpedeiros russos e dois submarinos alemães, e os outros navios aliados ocuparam de forma semelhante navios russos e alemães para proteger a área.

Em 7 de janeiro de 1919, o encouraçado Mirabeau chegou a Sebastopol e substituiu o Démocratie. O último navio então retornou a Constantinopla, onde se juntou ao 2º Esquadrão, que naquela época também incluía o Justice, os navios da classe Danton Diderot e Vergniaud, e o dreadnought France. O comando francês destacou Démocratie para Esmirna para impedir que a Itália ocupasse a área. O Démocratie retornou mais tarde ao Mar Negro e, em maio, estava em Odessa na companhia de Ernest Renan; em 25 de maio, os dois navios partiram para Constantinopla. Lá, ele embarcou o Grão-vizir Damat Ferid Pasha e o levou para a França, onde lhe foram dados os termos de paz de acordo com o Tratado de Sèvres. O Démocratie chegou a Toulon em 11 de junho e não teve mais atividade até ser colocado na reserva em 1º de abril de 1920. O navio foi retirado do registro naval em 18 de maio de 1921. No mês seguinte, ele foi vendido para desmanteladores de navios e rebocado para Savona, Itália, onde foi desmontado para sucata.